# Archives de l'État à Arlon

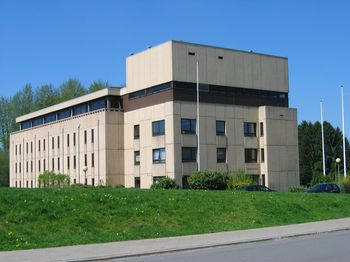
Le bâtiment des Archives de l'État à Arlon

Les Archives de l’État à Arlon sont l’un des 19 dépôts des Archives de l'État en Belgique. Ce dépôt se trouve, depuis 1980, au parc des Expositions no 9 à Arlon en province de Luxembourg. 
Le dépôt des Archives de l’État à Arlon a été créé par arrêté royal du 15 novembre 1849. 

## État des fonds
Jusqu'en 1839, Luxembourg a été successivement la capitale du duché, le siège de la préfecture du département des Forêts puis la capitale du Grand-Duché de Luxembourg dans sa plus grande extension. En vertu du traité de Londres (1839), le Grand-Duché a été amputé de la partie wallonne et de la région d'Arlon qui ont été rattachées à la Belgique. 
Les archives ont été l'objet d'un partage entre les deux pays, les documents intéressant les localités devenues belges étant transférés à Arlon. Les Archives de l'État à Arlon et les Archives nationales de Luxembourg sont dès lors des dépôts complémentaires pour l'époque précédant 1839 (Conseil de Luxembourg, États provinciaux, Commission des charges publiques, Administration du département des Forêts, Administration du Grand-Duché, etc.). 
Le dépôt d'Arlon conserve les archives des administrations au niveau provincial et les documents régionaux et locaux des arrondissements judiciaires d'Arlon et de Neufchâteau.
À côté des archives historiques, administratives ou judiciaires, existent des archives ecclésiastiques, seigneuriales, des fonds de familles, de particuliers, d'entreprises ou d'associations diverses, une collection de presse et de cartes et plans. 
Un guide des fonds et collections conservés au sein des Archives de l'État à Arlon est consultable sur le site internet des Archives de l'État.
Ces fonds s'accroissent chaque année. Ainsi, en 2009, l’entreprise Calay (qui a construit le mémorial du Mardasson, le barrage de Nisramont, l'école communale de Houffalize, près de 80 ponts, etc.) a notamment fait don de ses archives.
Le dépôt de Saint-Hubert a fermé définitivement ses portes le 1er mars 2019 et ses collections ont été transférées aux Archives de l'État à Arlon.

## Salle de lecture numérique
Depuis août 2009, les registres paroissiaux et registres d’état civil de tout le pays ont été progressivement numérisés et mis à disposition du public dans les 19 salles de lecture des Archives de l’État, dont celle d'Arlon. 
Depuis janvier 2013, plus de 27 000 registres paroissiaux et un nombre sans cesse croissant de registres d’état civil de moins de 100 ans sont également disponibles gratuitement sur le site internet des Archives de l’État.
D’autres types de documents sont, par ailleurs, consultables depuis la salle de lecture numérique ou le site internet des Archives de l’État : 6 000 photos de la Première Guerre mondiale, des milliers de cartes et plans, les procès-verbaux du Conseil des Ministres (1918-1979), l'annuaire statistique de la Belgique (et du Congo belge) depuis 1870, 38 000 moulages de sceaux, etc.